# Amtshilfe der Bundeswehr aus Anlass der COVID-19-Pandemie
Die Amtshilfe der Bundeswehr aus Anlass der COVID-19-Pandemie wurde von Bundesministerin der Verteidigung, Annegret Kramp-Karrenbauer, am 19. März 2020 angekündigt. Dabei handelt es sich um sanitätsdienstliche Hilfeleistungen, Hilfeleistungen für die Bevölkerung und die Unterstützung anderer Bundesbehörden bei der Materialbeschaffung. Die Maßnahmen erfolgen im Rahmen der Amtshilfe nach Art. 35 Abs. 1 Grundgesetz.
Zum 31. März 2022 wurde die Amtshilfe in den Regelbetrieb der Bundeswehr zurückgeführt.

## Beantragung
Die Bundeswehr hat ein Netz von Ansprechstellen eingerichtet, über das zivile Behörden Amtshilfe beantragen können. Die genehmigten Anträge werden regelmäßig veröffentlicht.
Das Bundesministerium für Gesundheit hatte beispielsweise das Verteidigungsministerium Anfang März um Amtshilfe bei der Bewältigung der Corona-Pandemie gebeten. Bis Anfang April gingen außerdem knapp 300 Anfragen vonseiten deutscher Gemeinden ein, von denen rund die Hälfte abgelehnt oder zurückgezogen worden sind. Zunächst abgelehnt wurde ein Antrag des Landesverwaltungsamts Thüringen, eine Flüchtlingsunterkunft in Suhl zu bewachen.
Im April 2020 forderten mehrere Behörden aus Baden-Württemberg eine dreistellige Zahl von Soldaten „als Wachpersonal für Sicherheitsaufgaben“ an. Diese Anträge riefen Kritik der Opposition, insbesondere der Partei Die Linke hervor. Von insgesamt 16 Anträgen aus Baden-Württemberg, dem Saarland, Thüringen, Rheinland-Pfalz und Bayern, die hoheitliche Aufgaben betrafen, wurden sechs seitens der Bundeswehr abgelehnt, zehn wurden zurückgezogen.
Im Januar 2021 hat die Bundesregierung erklärt, dass sie auf die Erstattung der Kosten für die Amtshilfe durch die Bundeswehr verzichtet.

## Sanitätsdienstliche Hilfeleistungen
Die sanitätsdienstlichen Hilfeleistungen wurden im Kommando Sanitätsdienstliche Einsatzunterstützung in Weißenfels koordiniert. Die Anzahl der eingesetzten Sanitätssoldaten betrug im April 2020 etwa 17.000 Personen.
Unter anderem hat sich das Institut für Mikrobiologie der Bundeswehr an der Testung von Verdachtsfällen beteiligt.
Die Luftwaffe nutzte MedEvac-Flugzeuge (Airbus A310 und Airbus A400M), um italienische und französische Intensivpatienten zur Versorgung in deutsche Krankenhäuser zu transportieren. Zu den aufnehmenden Krankenhäusern gehörten auch die Bundeswehrkrankenhäuser Ulm und Westerstede.
Nach einer Hilfeanfrage des britischen Verteidigungsministeriums an die NATO-Länder hat die Bundeswehr 60 mobile Beatmungsgeräte nach Großbritannien geliefert.
Am 3. Februar 2021 wurde auf Anfrage Portugals ein Team des Sanitätsdiensts nach Lissabon entsandt, um in einem Krankenhaus bei der Bewältigung der Coronakrise zu helfen. Das Kontingent führte unter anderem 40 mobile und 10 stationäre Beatmungsgeräte einschließlich erforderlichem Verbrauchsmaterial, 150 Infusionsgeräte und 150 Krankenbetten mit.

## Hilfeleistungen für die Bevölkerung
Für die Koordination der nicht-medizinischen Hilfeleistungen ist der Inspekteur der Streitkräftebasis, Generalleutnant Martin Schelleis, in seiner Funktion als Nationaler Territorialer Befehlshaber verantwortlich.

### Aufgaben und Kräfte
Ab Anfang April wurde das Einsatzkontingent Corona in Stärke von etwa 15.000 Personen aufgestellt, um folgende Aufgaben zu übernehmen:
- Absicherung/Schutz (5500 Soldaten)
- Unterstützung der Bevölkerung (6000)
- Ordnungs-/Verkehrsdienst (600 Feldjäger)
- Desinfektionsaufgaben (18 Dekontaminationsgruppen mit etwa 250 Soldaten der ABC-Abwehrtruppe)
- Lagerung, Transport, Umschlag (2500 Logistiksoldaten mit 500 Lastwagen)

Im November 2020 wurde dieses Kontingent auf 16.000 Soldaten vergrößert.

### Organisation
Zu seiner Unterstützung wurden vier regionale Führungsstäbe aufgestellt, die jeweils für mehrere Bundesländer zuständig waren.
| Region | Sitz                                   | Bundesländer                                                                     | Leiter                           |
| ------ | -------------------------------------- | -------------------------------------------------------------------------------- | -------------------------------- |
| Nord 1 | Marinekommando, Rostock                | Schleswig-Holstein, Hamburg, Mecklenburg-Vorpommern                              | Flottillenadmiral Ulrich Reineke |
| West 2 | Stab 1. Panzerdivision, Oldenburg      | Nordrhein-Westfalen, Bremen, Niedersachsen, Sachsen-Anhalt                       | Brigadegeneral Dieter Meyerhoff  |
| Ost 3  | Kommando Luftwaffe, Gatow              | Berlin, Brandenburg                                                              | Brigadegeneral Bernd Stöckmann   |
| Süd 4  | Stab 10. Panzerdivision, Veitshöchheim | Bayern, Baden-Württemberg, Hessen, Thüringen, Sachsen, Rheinland-Pfalz, Saarland | Brigadegeneral Michael Podzus    |

## Beschaffung
Das Bundesamt für Ausrüstung, Informationstechnik und Nutzung der Bundeswehr unterstützte andere Bundesbehörden bei der Beschaffung von medizinischem Material und hat für das Bundesministerium für Gesundheit unter anderem 300.000 Schutzbrillen und Schutzmasken und weitere Materialien im Wert von 241 Millionen Euro geordert.
Mit Flugzeugen unter Bundeswehr-Charter nach dem SALIS-Vertrag wurden 25 Millionen Schutzmasken aus China eingeflogen.
ABC-Abwehreinheiten der Bundeswehr wurden eingesetzt, um Desinfektionsmittel zu produzieren.

## Chronik
Ende Januar 2020 holte die Luftwaffe mit Transportflugzeugen vom Typ Airbus A310 124 Personen mit Verdacht auf eine Infizierung mit SARS-CoV-2 aus Wuhan zurück. Diese wurden anschließend in der Südpfalz-Kaserne in Germersheim in eine 14-tägige Quarantäne genommen.
Am 18. März versorgten Bundeswehrsoldaten Lkw-Fahrer, nachdem es sich an der polnischen Grenze auf der A4 ein etwa 60 Kilometer langer Stau gebildet hatte. Am folgenden Tag rief die Verteidigungsministerin Kramp-Karrenbauer die Reservisten der Bundeswehr auf, sich zum Dienst, insbesondere im Sanitätsdienst, zu melden.
Reservisten halfen in etwa der Hälfte der Bundesländer aus, Personen an Teststationen – sogenannten „Fieberzentren“ – auf das Virus zu testen und die Tests anschließend in ein Labor zur Auswertung zu bringen.
Anfang April wurde ein spezielles Einsatzkontingent aus 15.000 Soldaten aufgestellt, um die zivilen Kräfte insbesondere im Sanitätsbereich und in der Logistik zu unterstützen.
Nachdem anfangs vor allem Schutzausstattung und Unterstützung mit Sanitätspersonal nachgefragt war, hatte sich der Schwerpunkt der Amtshilfe Ende April auf andere Aufgaben verlagert. Dazu gehörten die Produktion von Desinfektionsmitteln, die Hilfe in Pflegeheimen und Unterstützung bei der Nachverfolgung von Infektionsketten. So unterstützten beispielsweise Soldaten der Marinetechnikschule das Gesundheitsamt Stralsund ab Mitte Mai 2020 bei dieser Aufgabe. Außerdem wurden international Patienten transportiert.
Außerdem wurden die Musikkorps der Bundeswehr zur Unterhaltung vor Altenheimen eingesetzt.
Im Juni wurden Kräfte der Bundeswehr zur Bewältigung des Infektionsgeschehens im Bereich der Firma Tönnies in Gütersloh und Umgebung eingesetzt (→ COVID-19-Pandemie in Nordrhein-Westfalen). 65 Soldaten halfen vor Ort bei der Dokumentation und der Nachverfolgung von Kontaktpersonen.
Ab Mitte August 2020 wurden Soldaten an Flughäfen eingesetzt, um bei der Testung von Reiserückkehrern zu helfen, darunter 48 Soldaten am Flughafen Berlin-Tegel
Ab September 2020 wurden zunächst etwa 60 Soldaten (Stand 1. Oktober 2020) in elf der zwölf Berliner Bezirke zur Kontaktverfolgung eingesetzt, eine Zahl, die auf etwa 180 aufwachsen soll. Lediglich der Bezirk Friedrichshain-Kreuzberg lehnte diese Unterstützung ab, was eine politische Kontroverse auslöste.
Während der so genannten zweiten Welle wurde die Anzahl der eingesetzten Soldaten kontinuierlich gesteigert. Die Gesamtzahl wurde für den 13. Oktober mit 1400 angegeben und stieg bis zum 1. November auf 4000 an, was nach Angaben der Verteidigungsministerin gegenüber der Vorwoche eine Verdopplung darstellte. 3200 von ihnen sind zur Kontaktverfolgung in fast der Hälfte der etwa 400 deutschen Gesundheitsämter eingesetzt. Am 4. November war die Zahl der eingesetzten Soldaten auf 5300 angestiegen.
Im weiteren Jahresverlauf wurde das Kontingent auf 20.000 Soldatinnen und Soldaten vergrößert. Zum Jahresende waren davon über 11.000 im Einsatz. Hinzu kamen etwa 100 Sanitätssoldaten im Krankenhaus Görlitz. Es waren 26 Impfzentren vorbereitet, und eine ähnliche Zahl mobiler Impfteams stand bereit.
Anfang Februar 2021 gab das Verteidigungsministerium die Anzahl der Soldaten im Coronaeinsatz mit 17.600 an. Am 3. März wurde die verfügbare Kontingentstärke auf 25.000 angehoben.
Nachdem die Anzahl der eingesetzten Soldaten im Sommer 2021 erheblich reduziert worden war, wurde im November 2021 beschlossen, sie wieder in zwei Schritten zunächst auf 5000 und bis Weihnachten 2021 auf über 12.000 anzuheben, um die zivilen Behörden bei der Bewältigung der 4. Welle zu unterstützen.
Am 1. März 2022 kündigte der Generalinspekteur der Bundeswehr, General Eberhard Zorn, in einem Tagesbefehl an, das Amtshilfekontingent in Reaktion auf den Angriffskrieg Russlands gegen die Ukraine deutlich zu reduzieren, weil dessen Soldatinnen und Soldaten im Kernauftrag der Landes- und Bündnisverteidigung gebraucht werden. Durch die Pandemie entstandene Ausbildungslücken seien unverzüglich zu schließen. Die Anzahl der eingesetzten Kräfte wurde auf etwa 2000 reduziert. Ende März 2022 wurde die Sonderorganisation aufgelöst.